# Жуан де Лукка
Жуан де Лукка (порт. João de Lucca, 6 січня 1990) — бразильський плавець.
Учасник Олімпійських Ігор 2016 року.
Чемпіон світу з плавання на короткій воді 2014 року.
Призер Пантихоокеанського чемпіонату з плавання 2014 року.
Переможець Панамериканських ігор 2015, 2019 років.
Призер Чемпіонату світу з плавання серед юніорів 2006, 2008 років.